# The Dutchess
The Dutchess ist das Solo-Debütalbum der US-amerikanischen Sängerin Fergie aus dem Jahr 2006.

## Entstehung und Veröffentlichung
Die Erstveröffentlichung von The Dutchess erfolgte am 13. September 2006 bei A&M Records. Das Album erschien zeitgleich als CD in Japan mit 16 Titeln (Katalognummer: UICA-1028) sowie weltweit als Download mit 13 oder 15 Titeln. Die Veröffentlichung der weltweiten CD-Ausführung erfolgte zwei Tage später, diese erschien allerdings auch in verschiedenen Ausführungen mit 14 (Katalognummer: A&M 06025 17065390) oder 15 Titeln (Katalognummer: 00485 1707562). Am 27. Mai 2008 erschien eine Deluxeversion, die sich aus 17 Titeln zusammensetzt (Katalognummer: 6025 1756688). Am 2. Dezember 2016 erschien das Album erstmals als LP-Ausführung (Katalognummer: 00602547819659).
Geschrieben wurden die Lieder von Fergie selbst, zusammen mit wechselnden Koautoren. Die Produktion erfolgte ebenfalls durch wechselnde Produzenten. An der Produktion und dem Schreibprozess waren namhafte Musiker wie Toby Gad, Lionel Richie oder auch will.i.am beteiligt.
Der Albumtitel ist eine Anspielung auf Sarah, Herzogin von York, deren Titel im Englischen Duchess of York lautet und die den gleichen Nachnamen und Spitznamen wie die Künstlerin trägt.

## Stil
Während Stacy Ferguson bei den drei Singles auf Rap und Hip-Hop-Einflüsse zurückgriff, verwendete sie für Voodoo Doll Ska-Elemente mit Bläsern und Percussion. Mit dem von Rob Bolot und Ron Flair produzierten rockigen Losing My Ground setzt sich die Sängerin mit ihrer Drogenvergangenheit auseinander. Für Clumsy verwendete sie ein Sample des Little-Richard-Songs The Girl Can’t Help It. Here I Come bedient sich bei dem Lied Get Ready von The Temptations. Auf Mary Janes Shoes, welches indische Riddims verwendet, wird Fergie unter anderem von Rita Marley unterstützt.

## Titelliste
| #   | Titel                                               | Länge |
| --- | --------------------------------------------------- | ----- |
| 1.  | Fergalicious (feat. Will.i.am)                      | 4:51  |
| 2.  | Clumsy                                              | 4:00  |
| 3.  | All That I Got (The Make-Up Song) (feat. Will.i.am) | 4:05  |
| 4.  | London Bridge                                       | 4:01  |
| 5.  | Pedestal                                            | 3:22  |
| 6.  | Voodoo Doll                                         | 4:22  |
| 7.  | Glamorous (feat. Ludacris)                          | 4:05  |
| 8.  | Here I Come                                         | 3:20  |
| 9.  | Velvet                                              | 4:53  |
| 10. | Big Girls Don’t Cry                                 | 4:28  |
| 11. | Mary Jane Shoes (feat. Rita Marley & The I-Threes)  | 3:55  |
| 12. | Losing My Ground                                    | 4:08  |
| 13. | Finally                                             | 4:53  |
| 14. | Maybe We Can Take a Ride (Hidden Track)             | 2:34  |

Die europäische Ausgabe des Albums enthält zusätzlich den Titel
- Get Your Hands Up (feat. The Black Eyed Peas), 7:08 Min. mit Maybe We Can Take a Ride als Hidden Track

die Version für Australien und Großbritannien enthält neben diesem auch noch den Titel:
- Wake Up, 6:36 Min.

Im November erschien in Japan ein Re-Release, auf dem sich ein neuer Titel und zwei Remixe befanden:
- Big Girls Don’t Cry (feat. Sean Kingston)
- Clumsy (Remix)
- Pick It Up (feat. Will.i.am)

## Singleauskopplungen
Als erste Single wurde am 18. Juli 2006 London Bridge auf den US-amerikanischen Markt veröffentlicht. Der Song, welcher von Polow da Don produziert wurde, erreichte dort Platz eins der Billboard Hot 100. Im Oktober desselben Jahres erschien die zweite Singleauskopplung Fergalicious. Das Lied basiert auf Supersonic von J. J. Fad. Als drittes Lied wurde Glamorous, bei dem sie von Rapper Ludacris unterstützt wird, veröffentlicht. Als vierte Single wurde schließlich Big Girls Don’t Cry veröffentlicht, welches mit Platz eins in den Vereinigten Staaten und einer Top-10-Platzierung in Deutschland (Platz 6) und dem Vereinigten Königreich (Platz 2) die Erfolge der drei Vorgängersingles übertreffen konnte. In den Vereinigten Staaten verkaufte sich jede der fünf Singles mindestens zwei Millionen Mal. Damit stellte Fergie zu diesem Zeitpunkt einen Rekord für die meisten Multiplatin-Auskopplungen aus einem Album auf. Eineinhalb Jahre nach Erscheinen des Albums wurde mit Finally noch eine sechste Single ausgekoppelt, an der John Legend als Produzent und Musiker beteiligt war.
Singles in den Charts

| Jahr | Titel               | Höchstplatzierung, Gesamtwochen, AuszeichnungChartplatzierungen (Jahr, Titel, , Platzierungen, Wochen, Auszeichnungen, Anmerkungen) | Höchstplatzierung, Gesamtwochen, AuszeichnungChartplatzierungen (Jahr, Titel, , Platzierungen, Wochen, Auszeichnungen, Anmerkungen) | Höchstplatzierung, Gesamtwochen, AuszeichnungChartplatzierungen (Jahr, Titel, , Platzierungen, Wochen, Auszeichnungen, Anmerkungen) | Höchstplatzierung, Gesamtwochen, AuszeichnungChartplatzierungen (Jahr, Titel, , Platzierungen, Wochen, Auszeichnungen, Anmerkungen) | Höchstplatzierung, Gesamtwochen, AuszeichnungChartplatzierungen (Jahr, Titel, , Platzierungen, Wochen, Auszeichnungen, Anmerkungen) | Anmerkungen                                            |
| Jahr | Titel               | DE | AT | CH | UK | US | Anmerkungen                                            |
| ---- | ------------------- | --- | --- | --- | --- | --- | ------------------------------------------------------ |
| 2006 | London Bridge       | DE3 (13 Wo.)DE | AT3 (15 Wo.)AT | CH6 (18 Wo.)CH | UK3 (10 Wo.)UK | US1 (21 Wo.)US | Erstveröffentlichung: 18. Juli 2006                    |
| 2006 | Fergalicious        | DE23 (12 Wo.)DE | AT34 (13 Wo.)AT | CH29 (19 Wo.)CH | — | US2 (27 Wo.)US | Erstveröffentlichung: 23. Oktober 2006 feat. will.i.am |
| 2007 | Glamorous           | DE16 (13 Wo.)DE | AT25 (16 Wo.)AT | CH38 (16 Wo.)CH | UK6 (29 Wo.)UK | US1 (29 Wo.)US | Erstveröffentlichung: 23. Januar 2007 feat. Ludacris   |
| 2007 | Big Girls Don’t Cry | DE6 (22 Wo.)DE | AT1 (26 Wo.)AT | CH3 (34 Wo.)CH | UK2 (38 Wo.)UK | US1 (48 Wo.)US | Erstveröffentlichung: 22. Mai 2007                     |
| 2007 | Clumsy              | DE50 (8 Wo.)DE | AT53 (7 Wo.)AT | — | UK62 (5 Wo.)UK | US5 (25 Wo.)US | Erstveröffentlichung: 25. September 2007               |

## Rezensionen
Andy Kellman von Allmusic urteilte, dass sich Fergie „wirklich sehr bemüht habe“, das Album jedoch „wenig unterhaltsam, aber äußerst anstrengend“ („mildly entertaining but tremendously taxing“) sei, und er vergab 2 von 5 Sternen. Sputnik Music fasste das Urteil als „oversexed nonsense“ (übertrieben auf Sex abzielender Unsinn) zusammen und vergab 2,5 Punkte. Sal Cinquemani vom Magazin Slant vergibt dieselbe Punktzahl und bemängelt, dass das Album viele Anleihen auch aus der musikalischen Vergangenheit der Sängerin nimmt, ohne aber selbst zu überzeugen: „es bemüht sich um Vielfalt auf Kosten des künstlerischen Werts“ („striving to display diversity at the expense of artistry“). Auch Mike Joseph von Pop Matters beklagt, dass das Album zu 90 % den musikalischen Trends und der Zielgruppe hinterherlaufe, aber „unbeholfen und gezwungen“ („awkward and forced“) klinge. Er vergibt 2 Punkte auf einer Skala von 1 bis 10.
Etwas wohlwollender fällt die Bewertung im Rolling-Stone-Magazin aus, wo Rob Sheffield in einem Kurzkommentar einige gelungene musikalische und textliche Ideen anführt und 3,5 von 5 Sternen vergibt. Auch Valerie Timm von laut.de lobt die gefühlvolle Seite des Albums, die allerdings auch bis zur "Gefühlsduselei" gehen kann, und wertet die vielfältigen Samples und Musikstile positiv. Trotzdem geht hier die Wertung auch nicht über 3 Punkte hinaus.

## Kommerzieller Erfolg

### Chartplatzierungen
| ChartsChartplatzierungen       | Höchstplatzierung | Wochen |
| ------------------------------ | ----------------- | ------ |
| Deutschland (GfK)              | 11 (27 Wo.)       | 27     |
| Österreich (Ö3)                | 17 (22 Wo.)       | 22     |
| Schweiz (IFPI)                 | 11 (23 Wo.)       | 23     |
| Vereinigte Staaten (Billboard) | 2 (94 Wo.)        | 94     |
| Vereinigtes Königreich (OCC)   | 18 (38 Wo.)       | 38     |

| ChartsJahrescharts (2006)      | Platzierung |
| ------------------------------ | ----------- |
| Vereinigte Staaten (Billboard) | 115         |

| ChartsJahrescharts (2007)      | Platzierung |
| ------------------------------ | ----------- |
| Vereinigte Staaten (Billboard) | 3           |
| Vereinigtes Königreich (OCC)   | 85          |

| ChartsJahrescharts (2008)      | Platzierung |
| ------------------------------ | ----------- |
| Vereinigte Staaten (Billboard) | 45          |

### Auszeichnungen für Musikverkäufe
| Land/Region                  | Auszeichnungen für Musikverkäufe (Land/Region, Auszeichnung, Verkäufe) | Verkäufe  |
| ---------------------------- | ---------------------------------------------------------------------- | --------- |
| Argentinien (CAPIF)          | Gold                                                                   | 20.000    |
| Australien (ARIA)            | 4× Platin                                                              | 280.000   |
| Brasilien (PMB)              | Platin                                                                 | 60.000    |
| Dänemark (IFPI)              | Platin                                                                 | 20.000    |
| Deutschland (BVMI)           | Gold                                                                   | 100.000   |
| Japan (RIAJ)                 | Platin                                                                 | 250.000   |
| Kanada (MC)                  | 3× Platin                                                              | 300.000   |
| Neuseeland (RMNZ)            | 3× Platin                                                              | 45.000    |
| Polen (ZPAV)                 | Platin                                                                 | 30.000    |
| Russland (NFPF)              | 3× Platin                                                              | 60.000    |
| Schweiz (IFPI)               | Gold                                                                   | 10.000    |
| Singapur (RIAS)              | Gold                                                                   | 5.000     |
| Ungarn (MAHASZ)              | Gold                                                                   | 3.000     |
| Vereinigte Staaten (RIAA)    | 5× Platin                                                              | 5.000.000 |
| Vereinigtes Königreich (BPI) | Platin                                                                 | 300.000   |
| Insgesamt                    | 5× Gold · 23× Platin ·                                                 | 6.483.000 |

Hauptartikel: Fergie/Auszeichnungen für Musikverkäufe